# The Jimi Hendrix Experience
The Jimi Hendrix Experience — британський рок-гурт, створений гітаристом Джимі Гендріксом у 1966 році. Припинив своє існування зі смертю музиканта у 1970 році. Журнал Rolling Stones назвав цей гурт найкращим тріо у рок-музиці за всі часи. 1992 року тріо було внесено до Зали слави рок-н-ролу.
Всі три альбоми, записані групою, розглядають як сольні альбоми Гендрікса

## Учасники
- Джимі Гендрікс — гітара, вокал (1966—1970)
- Ноель Реддінґ — бас-гітара, бек-вокал (1966—1969)
- Біллі Кокс — бас-гітара, бек-вокал (1970)
- Мітч Мітчелл — ударні (1966—1970)

## Дискографія
Колектив встиг записати три альбоми. Всі вони потрапили до Списку 500 найкращих альбомів усіх часів за версією журналу Rolling Stone і досягали статусу платинових:
- Are You Experienced (1967)
- Axis: Bold as Love (1967)
- Electric Ladyland (1968)